# Phelipanche psila
Phelipanche psila är en snyltrotsväxtart som först beskrevs av Benjamin Clarke och William Jackson Hooker, och fick sitt nu gällande namn av Sojak. Phelipanche psila ingår i släktet Phelipanche och familjen snyltrotsväxter. Inga underarter finns listade i Catalogue of Life.